# ファミ通DC
『ファミ通DC』（ファミつう ドリームキャスト、英字・題字：Famitsu DC）は、1998年から2001年にかけて日本で発行されたゲーム雑誌。セガ系統のゲーム機・ソフトを専門に扱っていた。発行は株式会社セガ。発売は当初アスキーだったが、後にエンターブレインへ移行した。なお、これ以前にもアスキーはセガ系統ゲーム雑誌の『Tech Saturn』を発行していた。

## 沿革
1998年12月18日に『ファミ通』（当時はアスキー発行）のドリームキャスト情報に特化した増刊として刊行開始。1999年の3月より「ファミ通DCホームページ」の運営も開始された。
『ゲーメスト』（新声社）の元編集長・石井ぜんじが寄稿していた。本誌の刊行時、エンターブレインはCSK・セガの傘下企業だったため本誌がセガのオフィシャル誌だった。
2000年の3月より、情報量の増加から隔週刊として刊行されていたが、2001年1月24日にドリームキャストの生産中止が報道されると、4月1日に発売された2001年6月号より刊行ペースが月刊に戻った。また、売り上げの低下やドリームキャスト自体の人気の衰退を受け、編集部員を半分近い体制にするなどのコストダウンを図ったが、2001年8月号をもって休刊した。
休刊後は休刊号の告知にあった通りに、2001年7月26日に『ファミ通DC増刊 いまがアツイゼ!!ドリームキャスト』が発売され、10月12日には『ファミ通DC増刊 まだまだアツイゼ!!ドリームキャスト』も発売された。さらに、2002年1月11日には『ドリームキャストVMデータ集』も発売された。
後に創刊された『ファミ通Xbox』は、本誌のスタッフが中心となって編集していた。
姉妹誌に『ファミ通PS』『ファミ通64+』があった。

## 主な連載記事
- ファミ通DC EXPRESS
- ソフトランキング
- 新作ゲームクロスレビュー
- ジョイポリス情報局

## 歴代編集長
- 相沢浩仁